# Jeton Anjain
Jeton Anjain (từ trần năm 1993) là bộ trưởng bộ Y tế và thượng nghị sĩ ở Nghị viện Quần đảo Marshall.
Năm 1991, ông được trao Giải thưởng Right Livelihood. Năm 1992 ông đã đoạt Giải Môi trường Goldman do các nỗ lực giúp đỡ nhân dân của Đảo san hô vòng Rongelap đã bị nhiễm phóng xạ sau cuộc thử bom nguyên tử (bom hiđrô) của Hoa Kỳ tại đảo san hô vòng Bikini ngày 1.3.1954.